# Sanxo d'Ahones
Sanxo d'Ahones (?- Acre, ?) fou bisbe de Saragossa entre els anys 1216 i 1236.
Era germà de Pero d'Ahones i de Pelegrín d'Ahones. Va donar suport al seu germà Pero d'Ahones en la revolta contra el rei Jaume I d'Aragó, i el 1233 va participar en el setge de Borriana.